# Pandelleia dimorphia
Pandelleia dimorphia là một loài ruồi trong họ Tachinidae.